# Douzième provisoire
Le douzième provisoire est un texte législatif financier permettant au Gouvernement de percevoir les recettes et d'engager les dépenses équivalentes à un douzième du budget prévu par la loi de finances de l'année précédente. Adopté par le Parlement lorsque la loi de finances pour l'exercice budgétaire à venir n'a pas été votée à temps, cet expédient a été particulièrement utilisé en France. 

## Concept
Dans la majorité des régimes démocratiques, l’État doit voir son budget annuel adopté avant la fin de l'exercice budgétaire précédent, afin d'assurer une transition complète avec l'exercice budgétaire suivant. L'article 1 du titre V de la Constitution de 1791 disposait par exemple que « les contributions publiques seront délibérées et fixées chaque année par le Corps législatif, et ne pourront subsister au-delà du dernier jour de la session suivante, si elles n’ont pas été expressément renouvelées ».
Toutefois, il arrive que la loi de finances de l'année suivante ne soit pas votée à temps. Si certains pays, comme les États-Unis, acceptent d'opérer un shutdown, d'autres ont mis en place une méthode pour engager des dépenses avant le vote effectif de la loi de finances suivante. Dans le but d'assurer la continuité de l’État, la France a créé la méthode du douzième provisoire, consistant à reconduire pour l'année suivante un douzième des crédits du budget de l'année précédente.
Cette technique a été créée sous la Troisième République lorsque, du fait d'une absence de rationalisation du parlementarisme, les lois de finances étaient souvent votées en retard. Selon Gaston Jèze, « de 1840 à 1914, le budget a été voté 38 fois en retard. Sous la IIIème République, en 44 années [...] le budget a été voté 22 fois en retard ». Dès lors, il était nécessaire d'utiliser la méthode du douzième provisoire le temps que la loi définitive soit votée. La menace d'un refus de vote par des membres de la majorité ou par des parlementaires importants était un moyen de pression sur le gouvernement. 

## Postérité
La Constitution de 1958 et la loi organique relative aux lois de finances encadrent plus strictement le vote des lois de finances et ont mis fin à la méthode du douzième provisoire. 
Certains pays ou entités inspirées par la France ont adopté cette méthode. Certains territoires disposant d'une culture juridique proche de celle de la France en ont fait ou en font usage ; ainsi de la Roumanie, la Belgique et de la Côte d'Ivoire actuelle,. Le Parlement européen l'a utilisée dans les années 1980 à quatre reprises,.